# Pallavolo ai Giochi della XX Olimpiade - Convocazioni al torneo femminile
Elenco delle giocatrici convocate per i Giochi della XX Olimpiade.